# West Park (California)
West Park es un lugar designado por el censo ubicado en el condado de Fresno en el estado estadounidense de California. En el año 2010 tenía una población de 1.157 habitantes.

## Geografía
West Park se encuentra ubicado en las coordenadas 36°42′23.68″N 119°51′12.41″O / 36.7065778, -119.8534472.